# Mas Vell (Sant Boi de Lluçanès)
El Mas Vell és un edifici de Sant Boi de Lluçanès (Osona) inclòs a l'Inventari del Patrimoni Arquitectònic de Catalunya.

## Descripció
Es tracta d'una petita casa de planta irregular i molt allargada amb teulada a dos vessants.
A la façana principal només hi ha una porta amb els muntants de maó vist i una petita obertura. A la part dreta de la porta hi ha un pou de pedra adossat. A la façana lateral dreta hi ha una part aixecada sobre pedra argilosa, tota la casa s'adapta a la topografia del terreny. Davant la casa hi ha dues cabanes.

## Història
No tenim notícies històriques d'aquest mas si bé tot fa pensar que deu ser una masoveria del mas Codines.